# خرم‌آباد (ارزوئیه)
خرم‌آباد روستایی از توابع شهرستان بافت در استان کرمان ایران است.

## جمعیت
این روستا در دهستان ارزوئیه قرار دارد و براساس سرشماری مرکز آمار ایران در سال ۱۳۸۵، جمعیت آن ۷۴ نفر (۱۶خانوار) بوده‌است.